# Ярославский академический симфонический оркестр

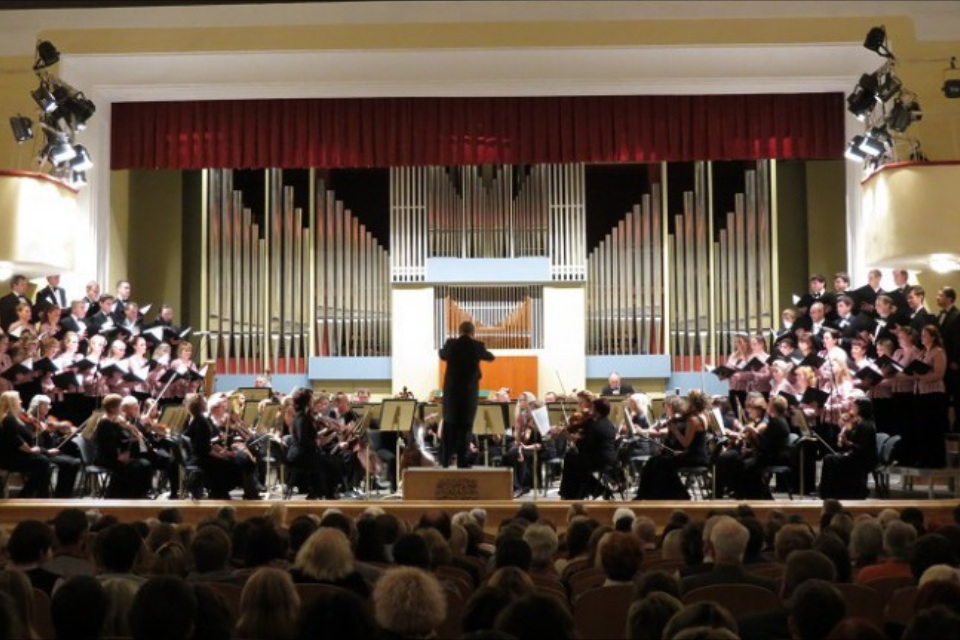
ЯГСО открытие сезона 2013

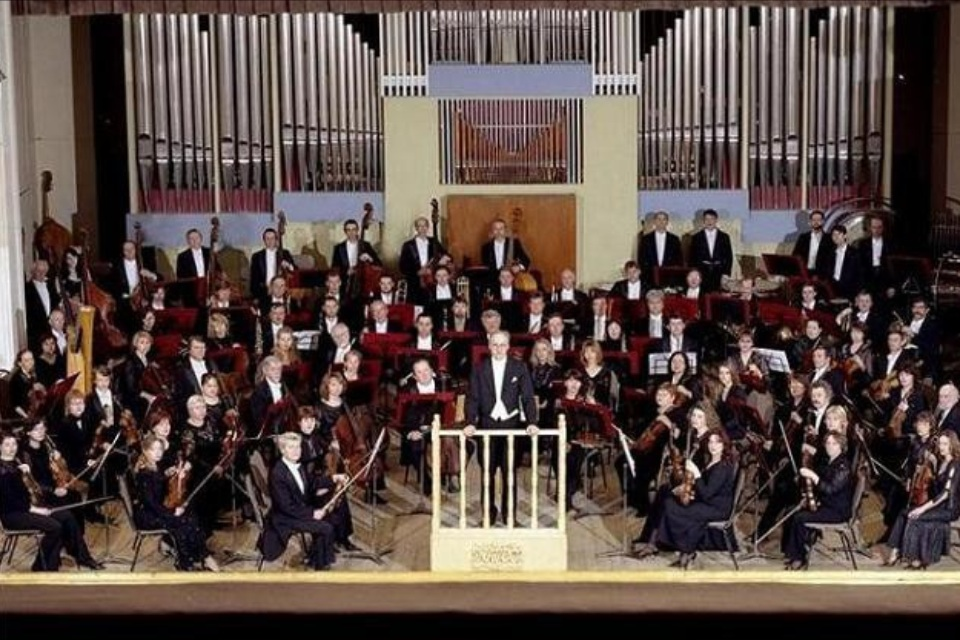
ЯГСО

Яросла́вский академи́ческий губерна́торский симфони́ческий орке́стр (ЯАГСО) — это один из старейших и уважаемых коллективов России.
Ярославский симфонический оркестр был основан в 1944 году Александром Ефимовичем Уманским, который с 1939 года преподавал в музыкальном училище в Ярославле. Служил в армии, но не попал на фронт в связи с обнаруженным туберкулёзом. С 1942 года был также художественным руководителем и директором Ярославской филармонии. В 1944 году инициировал создание симфонического оркестра при Ярославской филармонии на базе симфонического оркестра училища; в первые годы был его художественным руководителем и дирижёром, который стал его непосредственным организатором, руководителем и первым дирижёром. В дальнейшем коллектив возглавляли Ю. Аранович (1956—1964), П. Ядых (1965-[1969] годы) Д. Тюлин (1970—1972), В. Барсов (1972—1983), В. Понькин (1987-1988), В. Вайс (1988—1991), И. Головчин, Т. Мынбаев, И. Коциньш. За дирижёрским пультом стояли такие мастера как Ю. Файер, К. Элиасберг, Н. Рабинович, А. Кац, К. Кондрашин, Ю. Симонов, Б. Темирканов, Ф. Мансуров, О. Димитриади, Н. Ярви, П. Сауль.
С оркестром выступали выдающиеся музыканты: пианисты А. Гольденвейзер, Э. Гилельс, С. Рихтер, Я. Зак, Л. Оборин, Н. Петров, В. Крайнев, А. Таланов, скрипачи Д. Ойстрах, Л. Коган, И. Ойстрах, Г. Кремер, виолончелисты М. Ростропович, Д. Шафран, Н. Шаховская, вокалисты И. Архипова, Г. Вишневская, Е. Образцова, А. Ведерников.
В 1996 году тогдашний губернатор ярославской области Анатолий Лисицын придал коллективу статус «Губернаторский».
В 1999 году Ярославский симфонический оркестр был удостоен звания «Академический».
В 1994-2024 годах главным дирижёром и художественным руководителем Ярославского симфонического оркестра был народный артист России Мурад Аннамамедов.
С сентября 2024 года оркестром руководит дирижёр, педагог, заслуженный артист Республики Татарстан Василий Валитов.

### Главные дирижёры[2]
1) Александр Ефимович Уманский (1944-1957 годы);
2) Юрий Михайлович Аранович (1957-1964);
3) В.Е. Мазин - второй дирижер, фактически управлял оркестром после отъезда Ю. Арановича в Москву (1964-[начало 1965] года);
4) Павел Арнольдович Ядых (1965-[1969];
5) Камилла Александровна Кольчинская (и.о. главного дирижёра в сезоне 1969/70 года);
6) Юрий Александрович Перцев (1970 - [весна] 1970 года);
7) Данил Юльевич Тюлин (весна 1970 - 1971 года);
8) Виктор Наумович Барсов (декабрь 1972 - 1983);
9) Тимур Мынбаев (1983 - 1984 годы);
10) Владимир Александрович Понькин (1984 -
11) Имант Янович Коциньги (с 1991